# 아크 더 래드
《아크 더 래드》(Arc the Lad, 일본어: アークザラッド)는 츠치다 도시로가 개발한 전술 롤플레잉 비디오 게임 시리즈이다. 첫 작품은 1995년 출시된 아크 더 래드이다.
아크 더 래드는 전술 RPG 전투 시스템을 사용하며 아크 더 래드: 엔드 오브 다크니스를 제외한 모든 게임이 이 방식을 따른다. 게임들 각각은 아크 1과 2에서 플레이 가능한 메인 캐릭터 아크 등 반복되는 캐릭터와 위치들을 제공한다.
일본에서 대단한 성공을 거두면서 여러 일본 만화와 아크 1의 소설화와 더불어 1999년 아크 더 래드 2의 일본의 애니메이션화로 이어졌으나, 시리즈의 모호성 때문에 서부 국가의 반응은 크지 않았다. 처음 3개의 아크 게임들은 일본에서만 출시되다가 아크 더 래드 콜렉션이 2002년 워킹 디자인스에 의해 발매되었고 이어서 정령의 황혼이 2003년에, 엔드 오브 다크니스가 2005년에 출시되기에 이르렀다.
아크 더 래드는 일본에서 포포로크로이스, 아크 더 래드, 와일드 암즈와 함께 소니의 퍼스트파티 "주요 3개의 RPG"의 일부이다.

## 게임
| 1995 | 아크 더 래드                     |
| 1996 | 아크 더 래드 2                   |
| 1997 | 아크 아레나: 몬스터 토너먼트     |
| 1998 |                                  |
| 1999 | 아크 더 래드 3                   |
| 2000 |                                  |
| 2001 |                                  |
| 2002 | 아크 더 래드 콜렉션              |
| 2002 | 아크 더 래드: 기신 부활          |
| 2003 | 아크 더 래드: 정령의 황혼        |
| 2004 | 아크 더 래드: 엔드 오브 다크니스 |
| 2005 |                                  |
| 2006 |                                  |
| 2007 |                                  |
| 2008 |                                  |
| 2009 |                                  |
| 2010 |                                  |
| 2011 |                                  |
| 2012 |                                  |
| 2013 |                                  |
| 2014 |                                  |
| 2015 |                                  |
| 2016 |                                  |
| 2017 |                                  |
| 2018 | 아크 더 래드 R                   |

- 1995년: 아크 더 래드
- 1996년: 아크 더 래드 2
- 1997년: 아크 아레나: 몬스터 토너먼트
- 1999년: 아크 더 래드 3
- 2002년: 아크 더 래드 콜렉션
- 2002년: 아크 더 래드: 기신 부활
- 2003년: 아크 더 래드: 정령의 황혼
- 2004년: 아크 더 래드: 엔드 오브 다크니스
- 2018년: 아크 더 래드 R

## 애니메이션
아크 더 래드의 일본의 애니메이션 작품은 비 트레인이 제작하고 가와사키 이츠로가 감독하였다. 이 시리즈는 1999년 4월 5일부터 1999년 10월 11일까지 애니메 콤플렉스의 일부로서 26화로 WOWOW 위성 방송을 통해 방영되었다. 북아메리카판은 ADV 필름스가 제작하였으며 애니메 네트워크를 통해 방영되었다.

### 음악
애니메이션 시리즈의 오프넹 주제곡은 안도 마사히로의 Arc the Lad Main Theme이다. 2개의 엔딩 테마는 NiNa가 불렀다: Happy Tomorrow(01-12, 26화), Rest in Peace(13-26화).